# Gisay-la-Coudre
Gisay-la-Coudre is een plaats en voormalige gemeente in het Franse departement Eure in de regio Normandië en telt 239 inwoners (2013). Deze plaats maakt deel uit van het arrondissement Bernay.

## Geschiedenis
De gemeente maakte deel uit van het kanton Beaumesnil tot dit op 22 maart 2015 werd opgeheven en de gemeenten werden opgenomen in het kanton Bernay. Op 1 januari 2016 fuseerden de gemeenten van het voormalige kanton, op één na, tot de commune nouvelle Mesnil-en-Ouche.

## Geografie
De oppervlakte van Gisay-la-Coudre bedraagt 16,27 km², de bevolkingsdichtheid is 15 inwoners per km².
De onderstaande kaart toont de ligging van Gisay-la-Coudre met de belangrijkste infrastructuur en aangrenzende gemeenten.

## Demografie
Onderstaande figuur toont het verloop van het inwonertal (bron: INSEE-tellingen).

Ajou · La Barre-en-Ouche · Beaumesnil · Bosc-Renoult-en-Ouche · Épinay · Gisay-la-Coudre · Gouttières · Granchain · Jonquerets-de-Livet · Landepéreuse · La Roussière · Saint-Aubin-des-Hayes · Saint-Aubin-le-Guichard · Sainte-Marguerite-en-Ouche · Saint-Pierre-du-Mesnil · Thevray